# 特里·韦尔奇
特里·阿奇爾·韦尔奇（英語：Terry Archer Welch，1939年1月20日—1988年11月22日）是一名美國計算機科學家。他與亞伯拉罕·藍波和傑可布·立夫一起開發無損的LZW數據壓縮，該算法於1984年發表。

## 教育
韦尔奇在麻省理工學院獲得電機工程學的學士、碩士和博士學位。他在德克薩斯大學奧斯汀分校任教，並在麻薩諸塞州沃爾瑟姆的漢威聯合從事計算機設計工作。

## 生涯
韦尔奇在德克薩斯大學奧斯汀分校任教，直到1976年加入麻薩諸塞州薩德伯里 (麻薩諸塞州)的斯佩里研究中心，並在那裡發表關於LZW算法的論文。1983年，他加入DEC，成為DEC與MCC高級計算機架構項目的聯絡人。
他在1988年死於腦瘤，享年49歲。